# Amaris Páez
Amaris Páez (Puerto Cabello, Venezuela, 10 de noviembre de 1970) es una escritora, dramaturga y guionista venezolana.

## Comienzos
Graduada en el año 1992 como diseñadora gráfica, desde 1998 comenzó su inclinación hacia la escritura. En ese año escribió la obra de teatro infantil musical “Fabricantes de Sueños” y “El Circo de los Sueños”, coescrita con su hermana Indira Páez, las cuales fueron estrenadas en el Teatro Nacional con las actuaciones de Nathalia Martínez y Gabriel Blanco en los personajes protagónicos, y dirigida por Oscar Gil. Desde su estreno en 1998 esta obra ha sido montada por diversos elencos y productores hasta que en el año 2011 la produjo la misma Amaris Páez con su compañía de producción, “Producciones de Par en Par 2011”, y fue dirigida por Dairo Piñeres. Se presentó por dos temporadas muy exitosas en Teatrex El Hatillo y el CELARG, y fue protagonizada en esta oportunidad por Diana Marcoccia y Juan Miguel Fuentes, con la participación especial de la primera actriz Astrid Carolina Herrera. 
De esta obra no sólo fue coautora del texto sino que también compuso la música, cuyos arreglos los hizo el guitarrista Víctor Hugo Mendoza. En el año 1999 ganó el Premio TIN (Teatro Infantil Nacional) como “Mejor Dramaturgia” por dicha obra de teatro, siendo nominada también en el renglón de “Mejor Música Original”.
En el año 2004 comenzó a escribir formalmente en televisión dialogando su primer dramático, “Se Solicita Príncipe Azul” (original de Indira Páez, escrita por Alberto Barrera Tyzska para Venevisión). Fueron 120 capítulos de esta historia protagonizada por Gaby Espino y Rafael Novoa.
Al culminar esta telenovela fue contratada por Germán Pérez Nahim en el año 2006, gerente general de Televen para ese entonces, para formar parte del equipo de escritores del primer dramático de este canal, “El Gato Tuerto”, original de Germán Pérez, escrita por César Sierra. Esta telenovela tuvo la característica de mezclar el humor con el drama, manteniéndose en los primeros lugares de sintonía en su franja horaria.
Entre los años 2006-2007 escribió la serie juvenil “Mi Niña Amada”, protagonizada por el grupo Salserín y Diana Marcoccia. Esta telenovela fue una idea original de Rosa Monroy (Producciones Diarón) para Venevisión y se transmitió en horario vespertino. El seriado tuvo dos exitosas temporadas.
En 2007 escribió la segunda temporada del programa “Novatas”, un programa que  hablaba de cómo dejar de ser principiante en cualquier ámbito de la vida en clave de humor. En 66 programas se trataron temas como la pareja, el embarazo, el matrimonio, divorcio, hijos, vivienda, cirugías, dietas, etc., siempre acompañados de un experto en la materia. Esta temporada fue conducida por las animadoras Mariela Celis y Antonella Baricelli, y producida por “La Fábrica, Conceptos Creativos” para Canal I . 
En 2008 fue llamada nuevamente por Televen para formar parte del equipo de escritores de la 2da. temporada del exitoso late night show “Noche de Perros” (original de Germán Pérez Nahim), un programa en el que se trataban temas cotidianos que afectan a los hombres, con un toque de machismo y mucho humor. Esta temporada fue conducida por Guillermo Canache y Andrés Scarioni, y fue escrita por Amaris Páez junto a Carlos Armas y Fernando Martínez, siendo Amaris Páez la única mujer del equipo.

## Chataing Tv
En 2012 Amaris Páez fue invitada por Televen a ser Head Writer del programa que condujo Luis Chataing (animador y locutor de radio con amplia trayectoria en Venezuela, México y Estados Unidos) y que llevó por nombre “Chataing”, en formato late night show. El programa se estrenó el 9 de abril de 2012 a las 12 de la medianoche en Televen, e inmediatamente tuvo un éxito rotundo por tratar temas de actualidad política en clave de humor. En este programa Amaris Páez escribió sketchs cargados de sátira política, económica y social, y de todo el acontecer nacional e internacional. Estos sketchs eran interpretados por “los reporteros de Chataing”: Jean Mary, Alex Goncalves, Manuel Silva, Led Varela y José Rafael Guzmán, bajo la tutela de Luis Chataing. "Chataing" mantuvo siempre el primer lugar de sintonía hasta que el programa salió del aire el 10 de junio de 2014 por presiones gubernamentales.[cita requerida] En 2013 el programa “Chataing” ganó el “Premio Inter” en el renglón “Talk Show del Año”.

## "Fuera del Aire"
En julio de 2014, luego de la salida del aire del programa “Chataing” de las pantallas nacionales, Amaris Páez fue llamada por Luis Chataing para ser Jefa de Escritores de la obra de teatro “Fuera del Aire”, un show que reproduce la grabación de uno de los programas de televisión, conducido por el mismo equipo de reporteros que estuvieron al frente del programa por dos años, junto a Luis Chataing. La obra giró por siete ciudades de Venezuela donde se hicieron 13 funciones a sala llena (en el Forum de Valencia se hicieron dos funciones con 5 mil espectadores cada una), cuyo objetivo fue agradecer el apoyo del público hacia el programa “Chataing” durante los años que estuvo al aire, y hacer la despedida que no los dejaron hacer frente a las cámaras. Además, la gira fue el escenario y el pretexto para realizar un documental llamado “Fuera del Aire: la Película”, dirigida por Héctor Palma y producida por Antonio Martín. En esta película/documental todos los implicados en el programa de televisión contaron su experiencia tanto en el programa como luego de su salida del aire. La película/documental fue estrenada en todas las salas de cine de Venezuela el 25 de noviembre de 2014, y rápidamente se convirtió en el documental más visto en la historia de Venezuela.

## Más adelante
En 2014 Amaris Páez fue invitada por Telemundo/NBCUniversal para escribir el unitario “La Comandante Bombón” del proyecto denominado “Las Narcas”, un seriado que trataba acerca del poder femenino en el oscuro mundo del narcotráfico.
A principios de 2014 Amaris Páez fue invitada para escribir la 2da temporada del programa “Cuando las Ganas se Juntan”, programa de entrevistas a músicos venezolanos conducido y creado por Bettsimar Díaz, hija del Maestro Simón Díaz, para Globovisión. 
Luego formó parte del equipo de escritores de la serie de unitarios “Escándalos”, original de César Sierra para VIP Producciones y Nirvana, y transmitidos por Televen actualmente, donde se dramatizan escándalos reales llevados a la ficción.
Luego de esta experiencia, Amaris Páez fue Jefa de Contenidos de la empresa "Plop" (El Chigüire Bipolar, CochinoPop, Pero Tenemos Patria) para los shows "Reporte Semanal", resumen del acontecer político nacional en tono de sátira, conducido por el profesor José Rafael Briceño; "El Show de Bocaranda", late show conducido por el prestigioso periodista Nelson Bocaranda, y "Pantalla Dividida", programa de debates conducido por Alonso Moleiro, todos para la plataforma VivoPlay.net. 
En marzo de 2015 Amaris Páez fue nuevamente invitada por Telemundo Studios Miami para formar parte del equipo de escritores que lleva adelante la segunda temporada de la exitosa serie "Señora Acero", original de Roberto Stopello. La serie fue estrenada el 22 de Septiembre a las 10 p. m., convirtiéndose en la segunda telenovela en alcanzar el mayor índice de audiencia el día de su estreno en la historia de Telemundo Studios.

## Teatro
En 2009 volvió a sus raíces del teatro y escribió el stand up comedy “Primero Muerta que Otra Vez Gorda”, para la actriz y comediante Andreína Alvarez, quien lo presentó en eventos privados. 
También en 2009 escribió el monólogo “La Última”, que forma parte de la obra de teatro “Mujeres de Par en Par” (de Indira Páez) que se estrenó en Miami bajo la dirección de Juan David Ferrer y más adelante fue llevada a Venezuela bajo la producción de "Producciones de Par en Par" en alianza con el Centro de Directores para el Nuevo Teatro. La dirigió Daniel Uribe y fue protagonizada por Mariángel Ruiz y Dayra Lambis y tuvo una exitosa temporada en el Centro Cultural Corp Group (hoy Centro Cultural BOD).
En ese mismo año produjo el monólogo “Locuras Sentimentales”, del cantautor Frank Quintero. Un espectáculo que se paseaba por sus canciones más emblemáticas contando divertidas anécdotas que dieron origen a esas melodías. Este show se presentó en el Centro Cultural Corp Group (Centro Cultural BOD).
En 2010 llevó a las tablas la obra “De Velo y Corona” (original de Catherina Cardozo e Indira Páez), una comedia que relata los tras telones de un programa de televisión en donde tres animadoras desnudan sus miedos y verdades acerca de la pareja. Se hicieron tres exitosas temporadas en Teatrex, Centro Cultural BOD y Teatro Bar, protagonizada por Malena González, Sandra Villanueva, Ly Jonaitis, Paula Woyzechowsky y José Vicente Pinto, bajo la dirección de Karl Hoffman.
En el año 2013 escribió la obra de teatro “El Confesionario de Sheryl”, 10 monólogos interpretados por la actriz Sheryl Rubio, sobre temas de interés para los adolescentes. La obra fue dirigida por Dairo Piñeres y producida por Daniel Ferrer y se estrenó en julio de ese año en el CELARG.

## El escritor y otras ramas
Aparte de su experiencia como escritora de televisión y teatro, así como producción de teatro, Amaris Páez es articulista de las revistas de la Cámara Venezolana Colombiana (CAVECOL) y la Cámara de Comercio Venezolana (Consecomercio).